# Birger Andersson
Birger Andersson est un joueur suédois de tennis né le 26 mars 1951. Vainqueur de la Coupe Davis 1975.

## Carrière

### Coupe Davis
Au départ fermier, il devient vainqueur de la première Coupe Davis de la Suède en 1975. Il joue les 5 premiers tours de la campagne (sur terre battue) où il joue à chaque fois 2 simples (1 victoire / 1 défaite à chaque fois) mais ne sera que sélectionné pour la finale (sur moquette indoor) aux dépens d'Ove Bengtson qui n'avait jusque-là joué que les doubles avec Björn Borg. Il fut surnommé Bragd-Birger (Birger l'exploit) à la suite de ses deux victoires dans le 5e match décisif face à des meilleurs joueurs que lui, Karl Meiler en 1/16 et surtout José Higueras en 1/4 ; mais aussi le match de la victoire (le 4e) contre Patricio Cornejo en 1/2. Hormis la campagne victorieuse de 1975, il joue une rencontre contre l'Italie en 1977 où il perd ses deux simple.

### Autres performances
Finaliste à Royan (Tournoi Challenger) contre Bernard Fritz (4-6, 4-6, 5-7).
1/4 de finale à Barcelone en 1975.
1/2 finale à Bastad en 1980 (son dernier tournoi en simple et son meilleur résultat).
Il a affronté dans sa carrière : Jimmy Connors, Ilie Năstase, Björn Borg et Arthur Ashe.